# Echidnodes cocoës
Echidnodes cocoës är en svampart som beskrevs av Syd. 1928. Echidnodes cocoës ingår i släktet Echidnodes och familjen Asterinaceae.   Inga underarter finns listade i Catalogue of Life.